# Callias van Syracuse
Callias van Syracuse (Syracuse, 4e eeuw v.Chr. – aldaar, begin 3e eeuw v.Chr.), in het Oudgrieks Kαλλίας, was een geschiedschrijver in Sicilië, een Italiaans eiland dat deel uitmaakte van Groot-Griekenland of Magna Graecia in de Griekse Oudheid.

## Levensloop

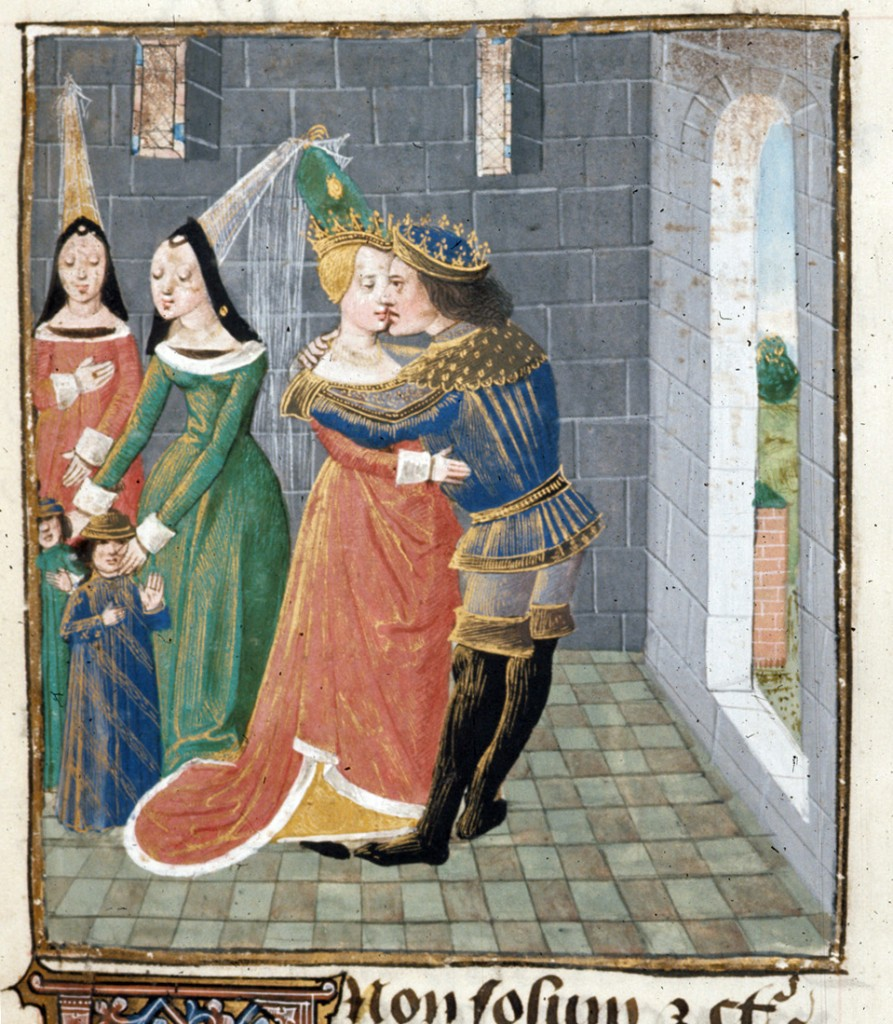
Het Hof van Agathocles, tiran van Syracuse. Middeleeuwse miniatuur.

Callias was een hoveling aan het Hof van Agathocles, de tiran van Syracuse. 
Callias schreef de geschiedenis van diens regering in tweeëntwintig delen. Dit werk is verloren gegaan. Slechts enkele fragmenten zijn bekend gebleven. Diodoros van Sicilië, een geschiedschrijver van drie eeuwen later, gebruikte citaten uit het werk van Callias.
Callias schreef zo verheerlijkend over Agathocles, dat historici in de Oudheid vermoedden dat deze Callias omgekocht had. Een tijdgenoot van Callias, Timaeus van Tauromenium, schreef alvast negatief over Agathocles, nadat Agathocles Timaeus uit Sicilië had verbannen.
Latere Romeinse geschiedschrijvers waren geïnteresseerd in het werk van Callias. Dit waren bijvoorbeeld Dionysius van Halicarnassus en Diodorus van Sicilië. Callias schreef namelijk ook over het ontstaan van Rome. Callias bracht een verhaalvariant van wat Titus Livius verhaalde over deze oorsprong. Callias stelde dat de Romeinen weliswaar afstamden van Aeneas en de Trojanen, maar dat dit kwam door het huwelijk van de Trojaanse vrouw Roma met Latinus, een lokale vorst in Latium. Uit hun huwelijk werden Romulus en Remus geboren, die beiden genoemd werden naar hun Trojaanse moeder. Romulus en Remus stichtten vervolgens de stad Rome.